# Miguel Ducas Glabas Tarcaniota
Miguel Ducas Glabas Tarcaniota ou Miguel Tarcaniota Glabas (em grego: Μιχαὴλ Δοῦκας Γλαβᾶς Ταρχανειώτης; nascimento ca. 1235 - morte após 1304) foi um notável aristocrata e general bizantino. Serviu sob os imperadores Miguel VIII Paleólogo (r. 1259–1282) e Andrônico II Paleólogo (r. 1282–1328) nos Bálcãs, lutando contra o Segundo Império Búlgaro, Sérvia, os Angevinos de Nápoles e o Despotado do Epiro. Também é notável como um patrono de várias igrejas, mais notadamente a Igreja de Pamacaristo em Constantinopla (moderna Istambul), onde foi enterrado.

## Biografia

Império Bizantino ca. 1265

Miguel Ducas Glabas Tarcaniota nasceu ca. 1235 e é atestado pela primeira vez ca. 1260/1262, quando foi designado para capturar a cidade de Mesembria no mar Negro do deposto czar búlgaro Mitso Asen (r. 1256–1257). Em ca. 1263, derrotou um exército búlgaro em Bizie, fortificou Brise, e capturou as fortalezas de Escopos, Petras e Escópelo, e as cidades de Agatópolis, Sozópolis, Debelto e Anquíalo.
Ele reaparece em 1278-1279, liderando outra campanha contra a Bulgária, onde um revolta bem sucedida contra o czar Constantino Tico (r. 1257–1277) colocou Lacanas (r. 1278–1279) no trono. Ao ouvir isso, o imperador Miguel VIII enviou Glabas como chefe de um exército para colocar o príncipe exilado João Asen III (r. 1279–1280) no trono búlgaro. Glabas conseguiu capturar a capital búlgara, Tarnovo, onde apreendeu a esposa bizantina de Lacanas, Maria, e o filho deles Miguel. Ele então perseguiu Lacanas à fortaleza de Silistra, que ele sitiou, mas falhou em capturar. Finalmente, contudo, com ajuda de Nogai, Lacanas conseguiu derrotou os bizantinos e fazê-los se retirar. Em 1282, os sérvios invadiram o território bizantino no norte da Macedônia, e o novo imperador, Andrônico II Paleólogo (r. 1282–1328) enviou Glabas contra eles com 4000 auxiliares tártaros. Embora os tártaros tenham atacado a Sérvia, os sérvios foram capazes de conquistar muito do norte da Macedônia, incluindo Escópia.
Em algum momento entre 1247 e 1291, Glabas foi enviado para a Albânia, onde lutou contra os Angevinos e recuperou Dirráquio, Cruja e Canina. Depois, possivelmente em 1292, derrotou o sebastocrator Teodoro, jovem irmão do governante da Tessália, Constantino Ducas (r. 1289–1303), e sem sucesso sitiou a capital epirota, Janina. Durante este tempo, constantemente subiu na hierarquia imperial, ocupando progressivamente títulos mais altos: de primicério da corte (33º na hierarquia), tornou-se grande papia (22º), curopalata (19º) em 1262, pincernas (15º) por 1282, grande conostaulo (12º) de 1282 e, finalmente, em algum momento entre 1297 e 1304, protoestrator (8º, em essência o comandante-em-chefe do exército como nominalmente superior ao grande doméstico que tinha se tornado um posto honorífico).

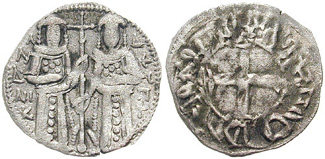
Tornês de r. e r.

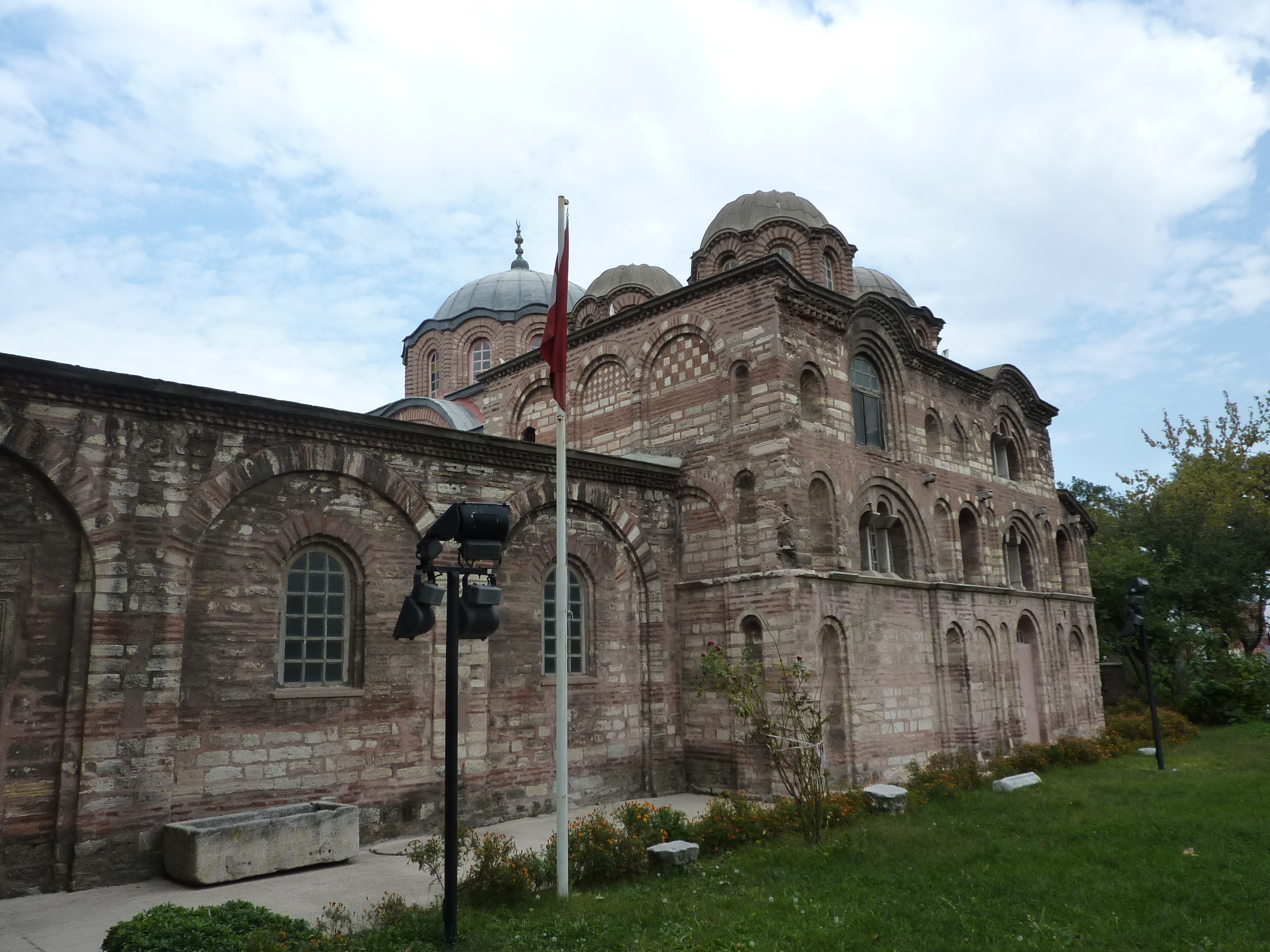
Igreja de Pamacaristo, que Glabas restaurou e onde foi enterrado

Em 1297/1298, Glabas foi nomeado como o governador da parte Ocidental do império, com Tessalônica como sua sede, e enviado para lidar com os sérvios, que continuaram a atacar periodicamente as possessões bizantinas na Macedônia e Albânia desde 1282. Tão recente quanto 1296, eles conquistaram Dirráquio. Apesar de sua grande experiência militar e um exército relativamente forte a sua disposição, Glabas foi incapaz de fazer qualquer progresso, com os sérvios contando com táticas de guerrilha e se recusando a uma batalha campal. Consequentemente, ele alertou Andrônico II a concluir um tratado de paz com Estêvão Milutino (r. 1282–1321). Isto levou ao tratado de 1299 entre os dois Estados, selado pelo casamento de Simonida, a filha de Andrônico II, com Estêvão Milutino. Depois de sua atuação mal sucedida na Macedônia, Glabas retornou para o Oriente e ca. 1302/1303, diz-se que construiu ou reconstruiu quinze fortalezas na Trácia. Em 1304, Glabas foi enviado para conter uma invasão búlgara sob o czar Teodoro Esfendóstlabo (r. 1300–1322), que tomou vários fortes e cidades junto da cordilheira dos Bálcãs e a costa do mar Negro. Glabas teve alguns sucessos: de acordo com um panegírico do poeta cortesão Manuel File, ele retomou Rusocastro e Mesembria, reconstruiu Anquíalo e forçou os búlgaros a se retirarem para além da cordilheira. Neste momento, contudo, ele ficou doente e retornou para Constantinopla, enquanto o coimperador Miguel IX Paleólogo (r. 1294–1320) assumiu o comando.
Não se sabe quando Glabas morreu, mas foi provavelmente em algum momento entre 1305 e 1308. Antes de sua morte, tornou-se um monge. Foi enterrado por sua viúva em uma pequena capela na igreja de Pamacaristo, em Constantinopla, que ele e sua esposa tinham restaurado e entregue ao patriarca João XII em 1293. A igreja foi possivelmente decorada com um ciclo de afrescos celebrando suas façanhas militares, descrito por File. Glabas e sua esposa fundaram várias outras igrejas com a riqueza deles: em 1302/1303 eles também patrocinaram a restauração da capela de São Eutímio na Igreja de São Demétrio em Tessalônica, bem como o mosteiro Prisclabetza em Prilepo e a igreja Ateniotissa em Constantinopla, onde ele também financiou a construção de um hospício.
Miguel Ducas Glabas Tarcaniota tem sido frequentemente confundido, incluindo em estudos relativamente modernos, com o protovestiário Miguel Tarcaniota, um sobrinho de Miguel VIII Paleólogo (r. 1259–1282) que foi morto em 1283. Glabas foi lembrado por seus contemporâneos como um excelente soldado: o historiador Nicéforo Gregoras alegou que sua experiência militar fez outros generais "parecerem crianças". File também registra que ele havia escrito um tratado sobre "vários tópicos militares", um dos últimos exemplos atestados na longa tradição dos manuais bizantinos.

### Família
Glabas casou-se com Maria Ducena Comnena Branena Paleóloga. A ascendência dela é desconhecida, exceto que ela teve um irmão, Andrônico Comneno Branas Ducas Ângelo, e foi uma parente do ministro Teodoro Metoquita. Após sua morte, ela tornou-se uma freira com o nome Marta. Juntos tiveram duas filhas:
- Ana Tarcaniotissa, que casou-se com o sebasto Andrônico Branas Ducas Ângelo Paleólogo, o filho do sebastocrator Constantino Paleólogo.[13]
- Filha de nome desconhecido, que casou-se com Andrônico Asen, filho do czar búlgaro João Asen III (r. 1279-1280) e Irene Paleóloga.[13] Foi o último governador na Moreia.[14]